# Replot
Raippaluoto (szw. Replot) – wyspa o powierzchni 142 km² w cieśninie Kvarken Północny w Zatoce Botnickiej. Jest ósmą wyspą Finlandii pod względem wielkości. Nazwą tą określa się również cały archipelag okolicznych wysp. Część archipelagu znajduje się na liście światowego dziedzictwa organizacji UNESCO.

## Mieszkańcy
Replot jest wyspą szwedzkojęzyczną. Na wyspie mieszka ok. 2100 osób w 350 domostwach. Do miejscowej szkoły chodzi ok. 70 uczniów.

## Komunikacja
Na wyspę prowadzi most Replot o długości 1045 m, najdłuższy most w Finlandii.

## Historia
Wyspa była zamieszkana przez niewielkie społeczności rybackie już w XI wieku. Wydarzeniem w historii wyspy była wizyta króla Gustawa II Adolfa, który w 1626 bawił na wyspie przejazdem – jedna z dwóch wizyt królewskich w historii odnotowanych przez kroniki parafialne. W XVIII w. na wyspie powstał kościół, a w 1817 powstała formalnie gmina. Istniała ona do 1973 roku, kiedy została wraz z innymi okolicznymi gminami połączona w dzisiejszą gminę Korsholm.
Do 1997 roku wyspa była połączona z lądem tylko przy pomocy nieregularnie kursującego promu.